# Enis Bardhi
Enis Bardhi (* 2. července 1995 Skopje) je severomakedonský profesionální fotbalista, který hraje na pozici křídelníka nebo ofensivního záložníka za španělský klub Levante UD a za severomakedonský národní tým.

## Reprezentační kariéra
Bardhi, narozený v Severní Makedonii albánským rodičům, měl možnost reprezentovat buď Makedonii, Albánii nebo Kosovo. Bardhi si přál reprezentovat Albánii a uvedl: „Nevěřím, že se ve Skopje narodil Albánec, který by nechtěl hrát za Albánii.“ Albánský fotbalový svaz jej však nikdy do reprezentace nepovolal, a tak se rozhodl reprezentovat Severní Makedonii.
V severomakedonské reprezentaci debutoval 27. března 2015, když nastoupil do domácího zápasu proti Bělorusku v rámci kvalifikace na Euro 2016.

## Statistiky

### Klubové
K 21. květnu 2021
| Klub          | Sezóna  | Liga               | Liga   | Liga | Národní pohár | Národní pohár | Ligový pohár | Ligový pohár | Celkem | Celkem |
| Klub          | Sezóna  | Liga               | Zápasy | Góly | Zápasy        | Góly          | Zápasy       | Góly         | Zápasy | Góly   |
| ------------- | ------- | ------------------ | ------ | ---- | ------------- | ------------- | ------------ | ------------ | ------ | ------ |
| Prespa Birlik | 2014    | Švédská Division 2 | 10     | 5    | —             | —             | —            | —            | 10     | 5      |
| Újpest        | 2014/15 | NB I               | 21     | 2    | 6             | 0             | 3            | 0            | 30     | 2      |
| Újpest        | 2015/16 | NB I               | 29     | 6    | 5             | 1             | —            | —            | 34     | 7      |
| Újpest        | 2016/17 | NB I               | 29     | 12   | 4             | 1             | —            | —            | 33     | 13     |
| Újpest        | Celkem  | Celkem             | 79     | 20   | 15            | 2             | 3            | 0            | 97     | 22     |
| Levante       | 2017/18 | La Liga            | 26     | 9    | 4             | 0             | —            | —            | 30     | 9      |
| Levante       | 2018/19 | La Liga            | 36     | 3    | 2             | 0             | —            | —            | 38     | 3      |
| Levante       | 2019/20 | La Liga            | 30     | 7    | 2             | 0             | —            | —            | 32     | 7      |
| Levante       | 2020/21 | La Liga            | 26     | 1    | 4             | 1             | —            | —            | 30     | 2      |
| Levante       | Celkem  | Celkem             | 118    | 20   | 12            | 1             | —            | —            | 130    | 21     |
| Celkem        | Celkem  | Celkem             | 207    | 45   | 27            | 3             | 3            | 0            | 237    | 48     |

### Reprezentační
K 31. březnu 2021
| Severní Makedonie | Severní Makedonie | Severní Makedonie |
| Rok               | Zápasy            | Góly              |
| ----------------- | ----------------- | ----------------- |
| 2015              | 4                 | 0                 |
| 2016              | 2                 | 0                 |
| 2017              | 5                 | 1                 |
| 2018              | 8                 | 2                 |
| 2019              | 8                 | 2                 |
| 2020              | 4                 | 0                 |
| 2021              | 2                 | 1                 |
| Celkem            | 33                | 6                 |

### Reprezentační góly
K zápasu odehranému 31. března 2021. Skóre a výsledky Severní Makedonie jsou vždy zapisovány jako první
| Gól | Datum              | Místo                                                 | Soupeř          | Skóre | Výsledek | Soutěž                                 |
| --- | ------------------ | ----------------------------------------------------- | --------------- | ----- | -------- | -------------------------------------- |
| 1.  | 9. října 2017      | Stadion Blagoj Istatov, Strumica, Makedonie           | Lichtenštejnsko | 3–0   | 4–0      | Kvalifikace na Mistrovství světa 2018  |
| 2.  | 16. listopadu 2018 | Rheinpark Stadion, Vaduz, Lichtenštejnsko             | Lichtenštejnsko | 1–0   | 2–0      | Liga národů UEFA 2018/19               |
| 3.  | 19. listopadu 2018 | Národní aréna Toše Proeski, Skopje, Severní Makedonie | Gibraltar       | 1–0   | 4–0      | Liga národů UEFA 2018/19               |
| 4.  | 25. března 2019    | Stožice Stadium, Lublaň, Slovinsko                    | Slovinsko       | 1–1   | 1–1      | Kvalifikace na Mistrovství Evropy 2020 |
| 5.  | 9. září 2019       | Daugavas stadions, Riga, Lotyšsko                     | Lotyšsko        | 2–0   | 2–0      | Kvalifikace na Mistrovství Evropy 2020 |
| 6.  | 28. března 2021    | Národní aréna Toše Proeski, Skopje, Severní Makedonie | Lichtenštejnsko | 1–0   | 5–0      | Kvalifikace na Mistrovství světa 2022  |

## Ocenění
Individuální
- Fotbalista roku (Makedonie): 2017